# Simpar (Cipunagara)
Simpar is een bestuurslaag in het regentschap Subang van de provincie West-Java, Indonesië. Simpar telt 4305 inwoners (volkstelling 2010).